# 知立自動車学校
株式会社知立自動車学校（ちりゅうじどうしゃがっこう、Chiryu driving school）は、愛知県知立市に本社を置く企業。

## 概要
自動車、普通車や二輪・バイク、大型の運転免許が取得可能な自動車教習所・ドライビングスクールを運営し、けん引自動車免許も取得可能。

## 沿革
- 1979年（昭和54年）6月 - 設立。
- 2020年（令和2年） - 新校舎完成。

## 所在地
- 愛知県知立市山屋敷町見社11番地

※ 北緯 35度1分22.492秒, 東経 137度0分48.1576秒

## アクセス
- 名鉄名古屋本線 ｢知立駅｣ から徒歩で約15分。